# Edmond de Schampheleer

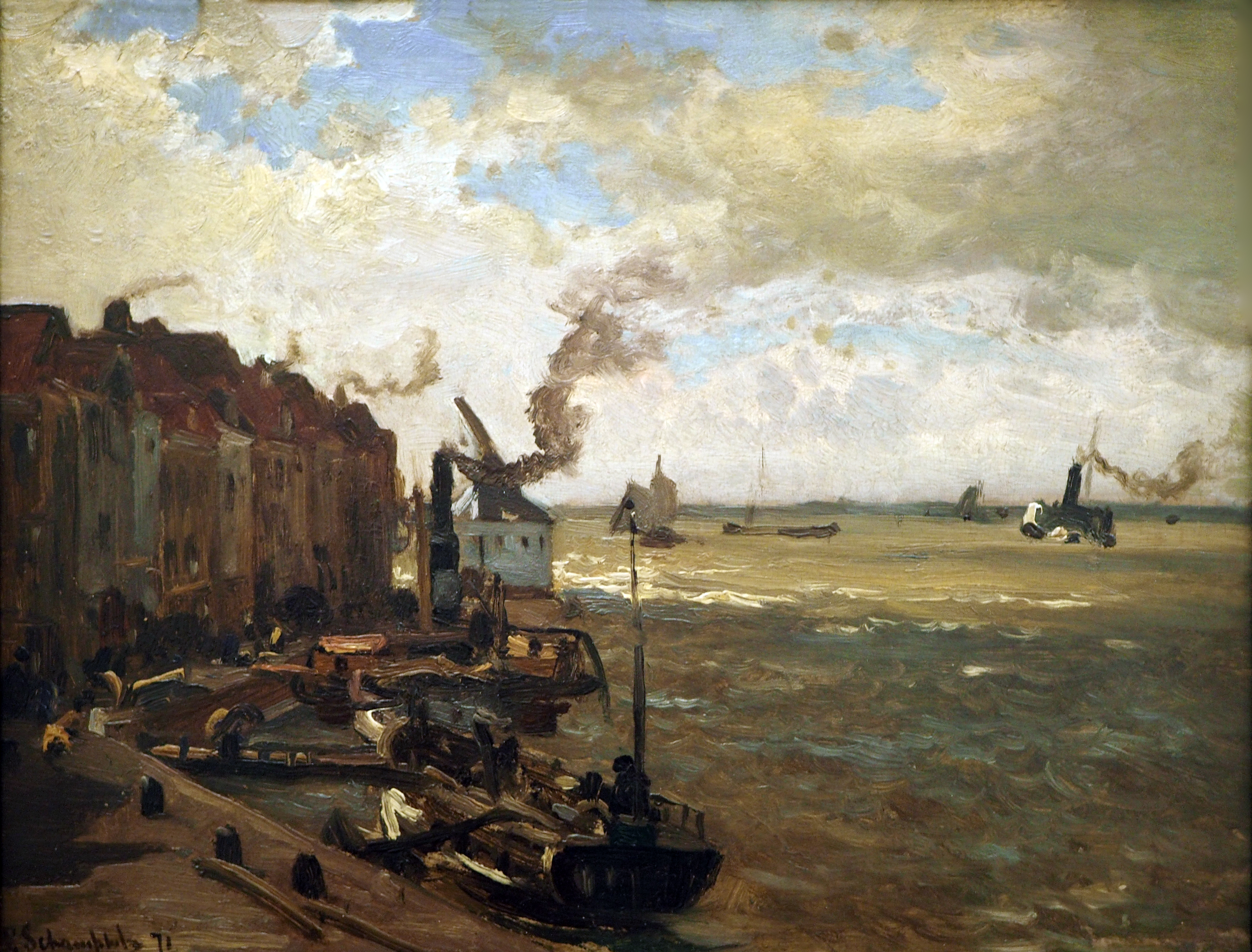
Am Kai von Nimwegen (1871)

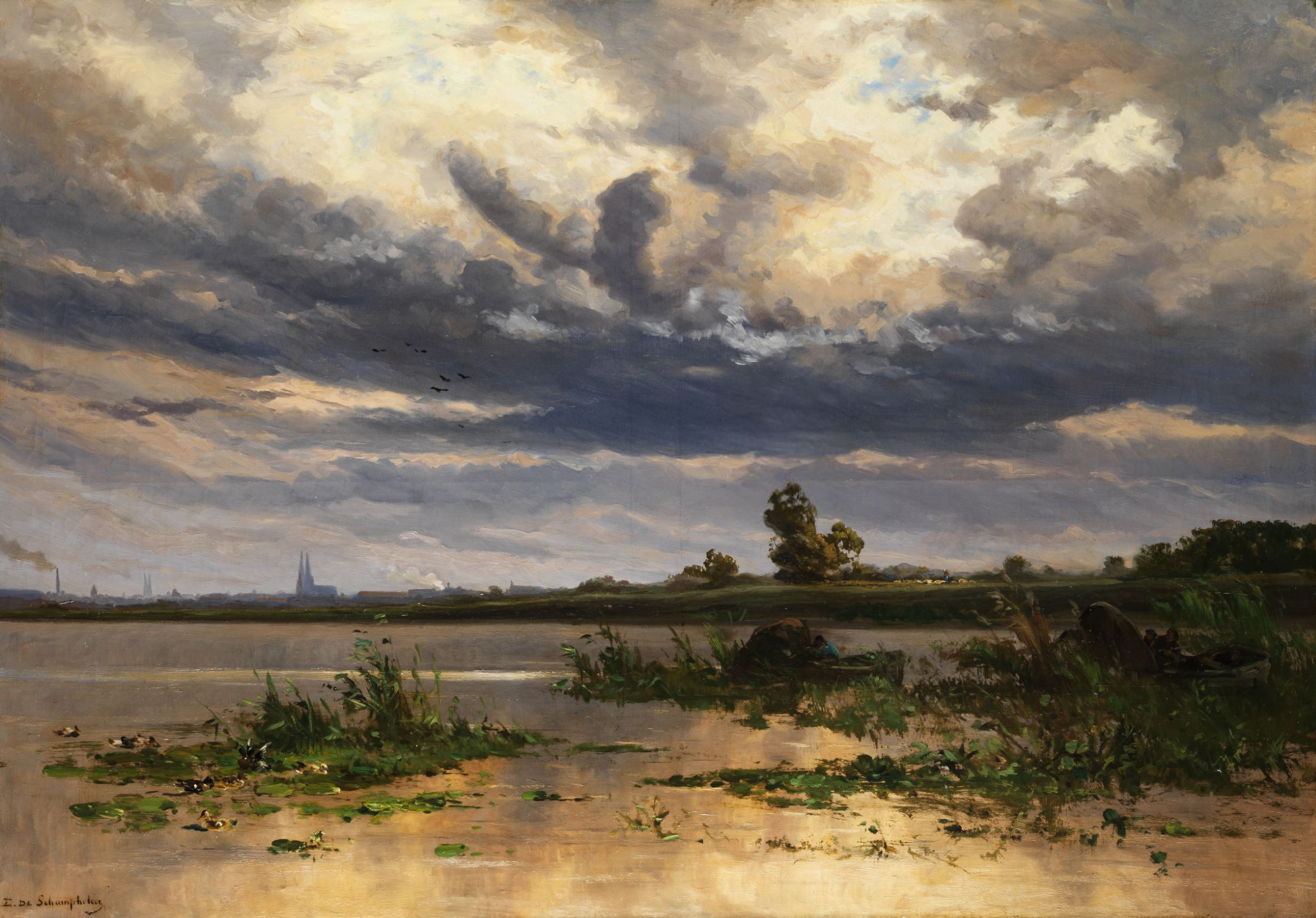
Edmond de Schampheleer: Schilfufer-Landschaft mit Kähnen (1899?)

Edmond de Schampheleer (* 21. Juli 1824 in Brüssel; † 12. März 1899 in Saint-Josse-ten-Noode (heute Brüssel)) war ein belgischer Landschaftsmaler und Radierer.

## Leben
Schampheleer bildete sich auf der Akademie in Brüssel zum Landschaftsmaler aus, bereiste Frankreich und Deutschland und nahm dann seinen Wohnsitz in Brüssel. Entscheidende Anregungen empfing er in der Malerkolonie von Barbizon. Hier verbrachte er vorwiegend seine Ferien. Seine Landschaften, welche meist niederländische Motive wiedergeben, sind durch die Feinheit des Tons und die flüssige, malerische Behandlung ausgezeichnet. Besonders gelang ihm die Darstellung ruhiger Wasserläufe und Teiche.

## Werke (Auszug)
Seine Hauptwerke sind:
- Sommerabend am Ufer des Dyle
- Rheinufer bei Arnheim
- See von Abconde bei Amsterdam
- Platzregen im Juni bei Gouda
- Herbstmorgen bei Brüssel
- Die Maas bei Dordrecht
- Erinnerungen an den Zuidersee